# Pterion
Pterionul este un punct craniometric al fosei temporale unde se unesc oasele frontal, parietal, solzul temporalului și aripa mare a osului sfenoid. Aici se află fontanela sfenoidală la nou-născut.